# فرودگاه اسکیوه
فرودگاه اسکیوه (به انگلیسی: Skive Airport) یک فرودگاه با کد یاتا SQW است . این فرودگاه در کشور دانمارک قرار دارد .